# موفيتا كاستانيدا
موفيتا كاستانيدا (12 أبريل 1916 - 12 فبراير 2015) هي كانت ممثلة أمريكية أشتهرت كونها الزوجة الثانية لمارلون براندو.

## روابط خارجية
- موفيتا كاستانيدا على موقع IMDb (الإنجليزية)
- موفيتا كاستانيدا على موقع أول موفي (الإنجليزية)
- موفيتا كاستانيدا على موقع قاعدة بيانات الأفلام السويدية (السويدية)
- موفيتا كاستانيدا على موقع قاعدة بيانات الفيلم (الإنجليزية)